# Дістейра Стокса
Дістейра Стокса (Disteira stokesii) — отруйна змія з роду Дістейра родини Аспідові. Отримала назву на честь британського адмірала Джона Стокса.

## Опис
Загальна довжина досягає 1,5–1,79 м. Голова масивна. Тулуб дуже товстий. Хвіст короткий. Має найбільші отруйні зуби з усіх морських змій. Колір тулуба коливається від коричневого до кремово-білого, черево світло-коричневе або білувате. Має 24–36 темних або чорних смуг або кілець на спині. Деякі особини наділені плямами поміж смугами, з боків, а також знизу.

## Спосіб життя
Полюбляють морські води, трапляються досить глибоко у товщі води й далеко від берега. Зафіксовані масові скупчення до декількох осіб. Харчується рибою, молюсками.
Отрута досить небезпечна для людини з огляду на агресивних характер цієї змії.
Це живородна змія. Самка народжує до 5 дитинчат.

## Розповсюдження
Мешкає від узбережжя Пакистану й Індії до Індокитаю та о.Тайвань (на півночі) і до Австралії (на півдні).